# Gosselming
Gosselming là một xã trong vùng Grand Est, thuộc tỉnh Moselle, quận Sarrebourg, tổng Fénétrange. Tọa độ địa lý của xã là 48° 47' vĩ độ bắc, 07° 00' kinh độ đông. Gosselming nằm trên độ cao trung bình là m mét trên mực nước biển, có điểm thấp nhất là 232 mét và điểm cao nhất là 285 mét. Xã có diện tích 10,15 km², dân số vào thời điểm 1999 là 536 người; mật độ dân số là 52 người/km². Xã thuộc Pháp từ năm 1766.

## Thông tin nhân khẩu
| 1962 | 1968 | 1975 | 1982 | 1990 | 1999 |
| ---- | ---- | ---- | ---- | ---- | ---- |
| 421  | 444  | 476  | 486  | 526  | 536  |